# Camponotus roeseli
Camponotus roeseli är en myrart som beskrevs av Auguste-Henri Forel 1910. Camponotus roeseli ingår i släktet hästmyror, och familjen myror. Inga underarter finns listade.

## Bildgalleri

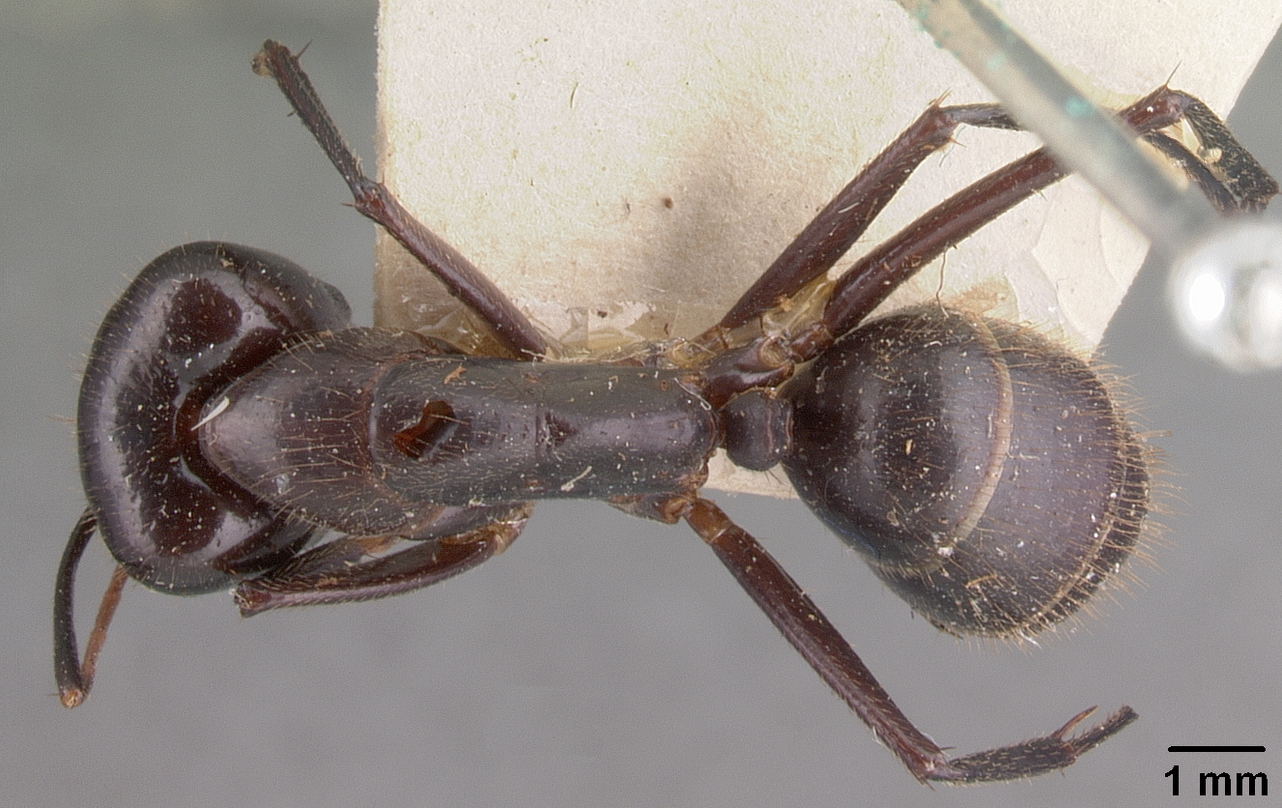
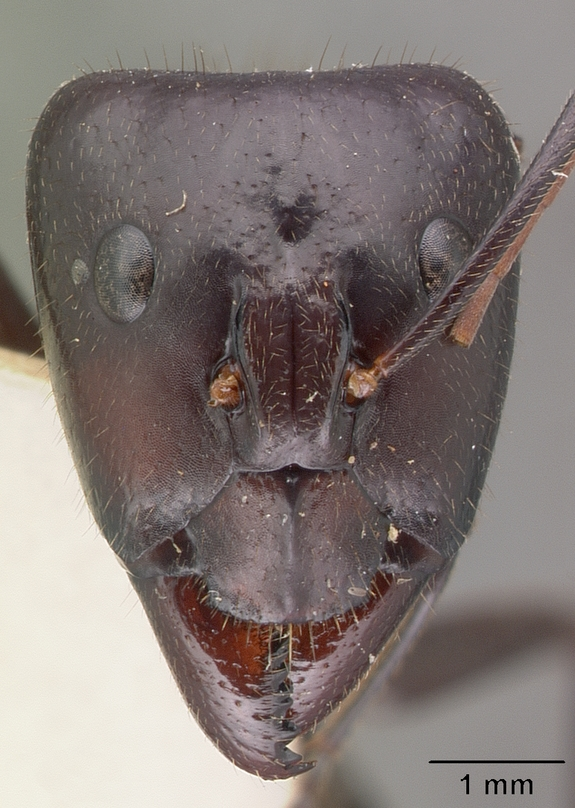
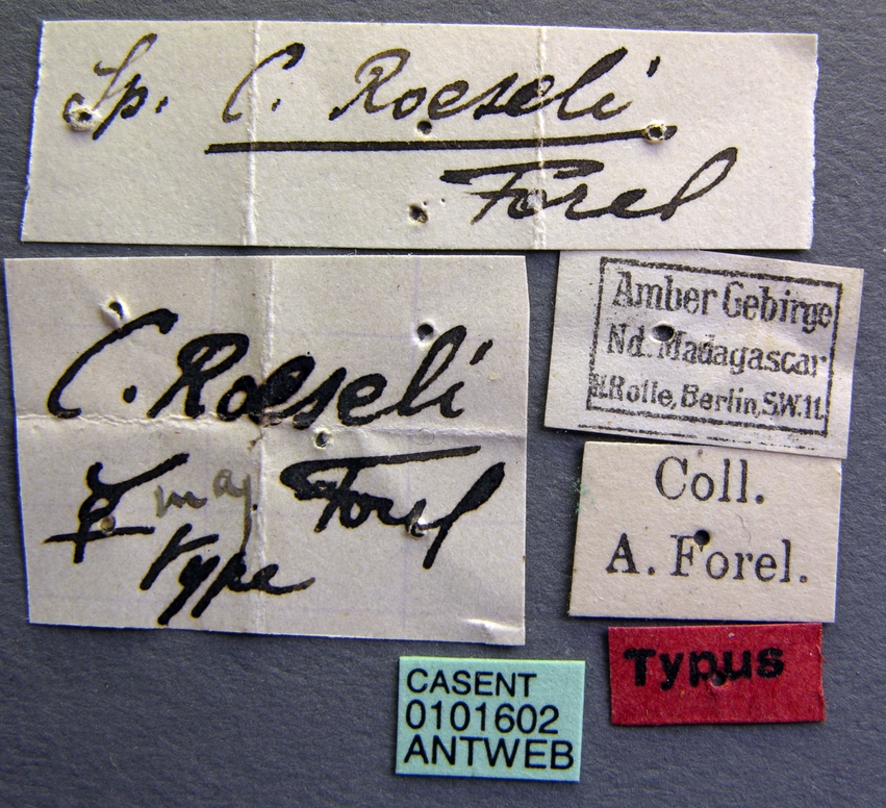
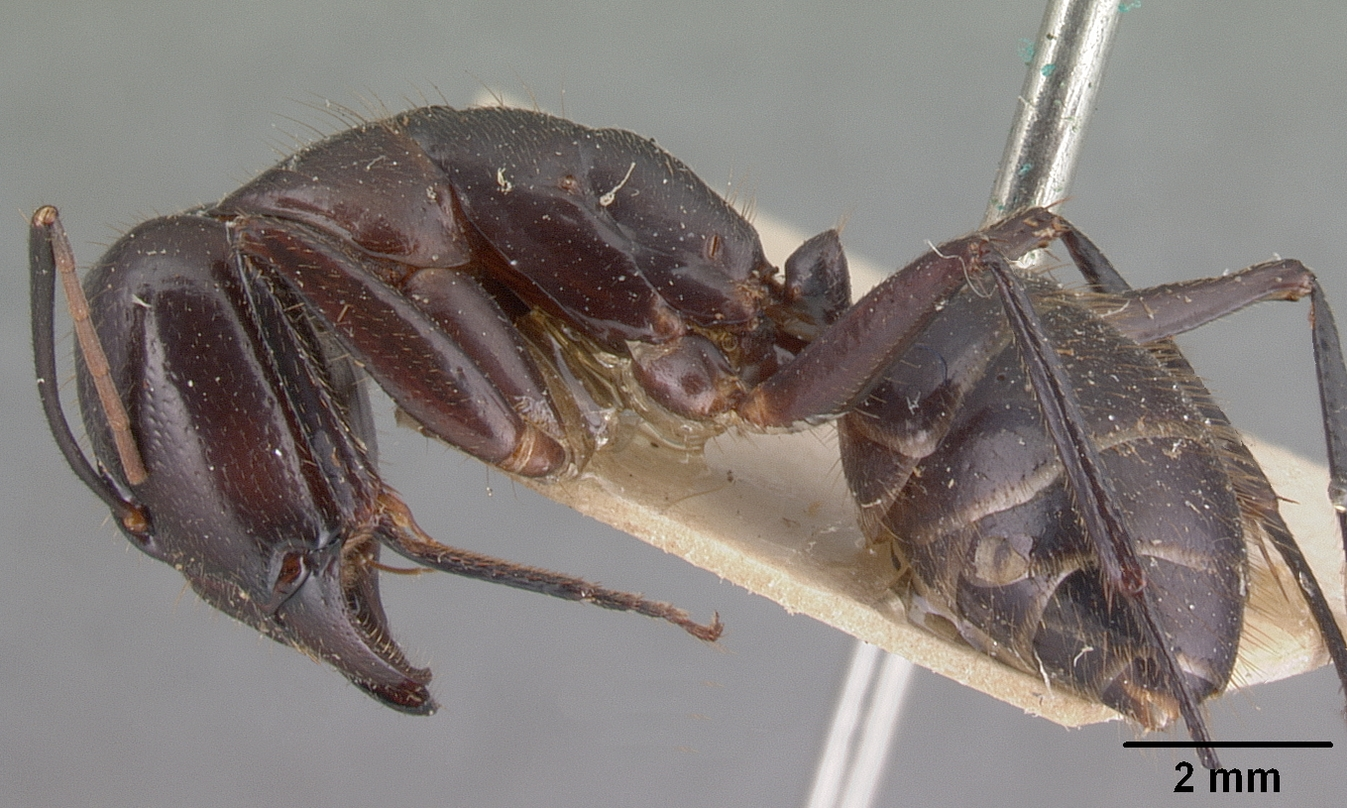
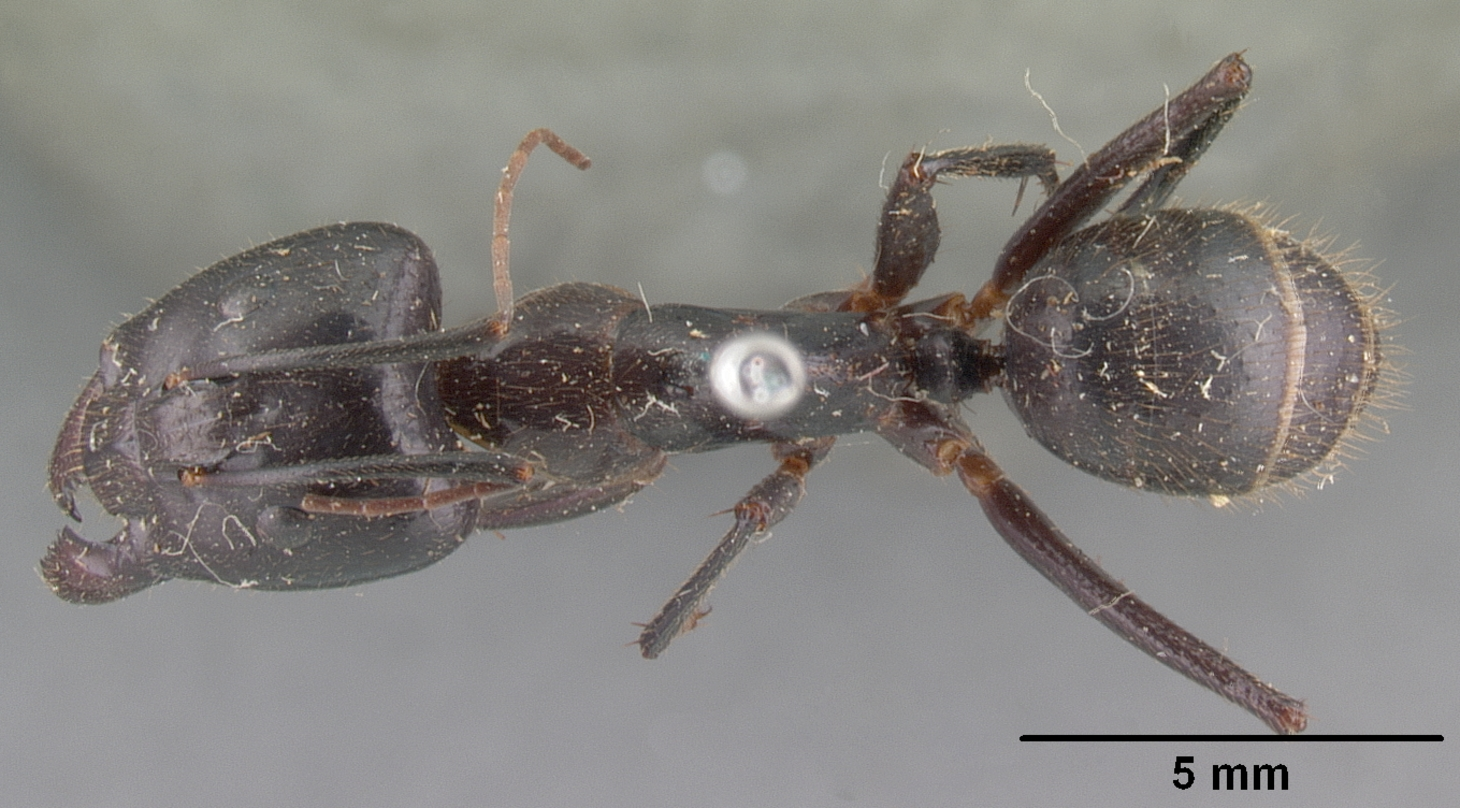
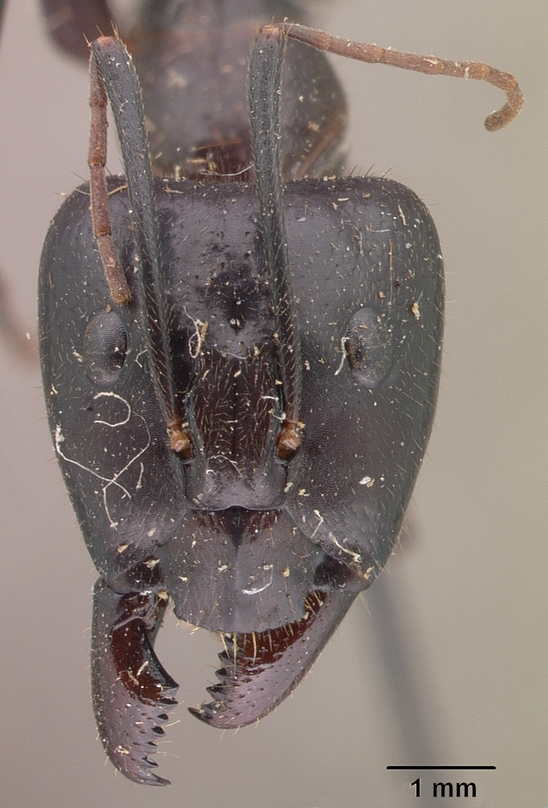